# Fulcoaldo de Ruergue
Fulcoaldo de Ruergue (entre 778 e 780 - entre 837 e 845) foi um nobre da Idade Média francesa, tendo sido detentor do título de Conde de Ruergue entre 820 e 845. 
Foi o fundador da dinastia condal que governou Toulouse, tendo por vezes estendido o seu poder sobre os territórios da Gótia.
Em 837, foi nomeado Patrono Missus dominicus.

## Relações familiares
É tido como sendo filho de Sigeberto de Ruergue (c. 760 -?) e segundo o documento fundador da Abadia de Vabres foi casado com Senegunda de Ruergue (c. 785 - c. 885), em francês Sénégonde), cuja família não é totalmente conhecida embora seja dada como sendo filha de Fredalão de Ruergue e de Berta ou Aude de Autun, filha de Teodorico I de Autun. Deste casamento teve:
1. Raimundo I de Ruergue ou também Raimundo I de Toulouse ou ainda Raimundo I de Limoges (? - 865), foi um nobre da Alta Idade Média francesa com origem na dinastia Raimundiana[2].
2. Fredo I de Toulouse (? - 852), conde de Toulouse, tendo sido o 1.º conde de Tolosa da dinastia de Ruergue[3]